# Казенник
Казенник е задната (казенна) част на артилерийския (минометния) ствол, в която е разположен затвора. Произходът на названието е свързано с това, че на задната част на ствола се поставя държавното (казенно, от на руски: казна) клеймо. В стрелковото оръжие аналогичния по предназначение детайл се нарича цевна кутия или затворна кутия, и, като правило, е направен конструктивно отделно от ствола.
Следва да се прави разлика между казенника и камората, в която се разполагат барутния заряд със снаряда или унитарния изстрел, – а в стрелковото оръжия аналогична по функционалното си предназначение част на ствола се именува патронник.
Чрез затвора казенника възприема налягането на барутните газове при изстрела. Заедно със затвора и гилзата казенникът надеждно затваря канала на ствола. В казенната част на ствола става възпламеняването на заряда. Казенникът служи, също така, за съединяването на ствола с противооткатните устройства, а при някои оръдия от морската и бреговата артилерии и за уравновесяването на техните люлеещи се части. При минометите казенникът се явява дъното на ствола.
При съвременните оръдия казенникът представлява, като правило, отделен детайл. В зависимост от способа на съединяването му със ствола се различават въвинтвани и навинтвани казенници. Навинтваните казенници се навинтват върху тръбата или кожуха на ствола, или се съединяват към хего с помощта на муфа (гайка). Навинтваните казенници с междинна муфа получават най-широко разпространение в наземната артилерия. Въвинтваните казенници имат по-малки габарити и се използват обичайно в голямокалибрените оръдия с бутални затвори. В оръдията малък калибър казенниците могат да са вградени, като едно цяло, със ствола.
Казенник също се нарича и винтът, предназначен за образуването на дъното на канала на ствола в старинното ръчно оръжие.